# Tempel in Panias
De tempel in Panias is een aan keizer Augustus en de godin Roma gewijde tempel, gebouwd door Herodes de Grote.
Herodes bouwde de tempel bij een grot bij de bron Panias, waar een van de bronnen van de Jordaan ontspringt (Panias is het latere Caesarea Filippi). Eerder was deze plaats reeds in gebruik als heiligdom voor de Griekse god Pan. Herodes bouwde de tempel kort nadat Augustus in 20 v.Chr. Trachonitis en de omliggende gebieden aan Herodes' rijk toevoegde. Volgens Flavius Josephus had de tempel een schitterend aanzien en was deze geheel opgetrokken uit wit marmer. Uit afbeeldingen van de tempel op munten van de tetrarch Filippus valt op te maken dat de tempel aan de voorzijde vier zuilen had. Uit opgravingen blijkt bovendien dat de tempel een oppervlakte besloeg van 20 bij 10,5 meter. Op de binnenzijde van de muren waren sculpturen aangebracht.
Dat Herodes hier een aan de keizer gewijde tempel kon bouwen zonder dat dit op weerstand stuitte bij zijn onderdanen, geeft aan dat in het gebied ten oosten van het Meer van Galilea weinig Joden woonden. Joden zagen een aan de keizer gewijde tempel namelijk als strijdig met het monotheïsme.